# 세사르 가비리아
세사르 아우구스토 가비리아 트루히요(스페인어: César Augusto Gaviria Trujillo, 1947년 3월 31일~)는 콜롬비아의 제28대 대통령이다.
1974년 하원의원이 되었고 1986년부터 1989년까지 재정장관직을 맡았다. 1990년부터 1994년까지 그는 콜롬비아의 대통령직을 맡았고, 1994년부터 2000년까지 미주기구의 사무총장직을 맡았다. 2005년부터 현재까지 콜롬비아 콜롬비아 자유당 대표직을 맡고 있다. 현재 마드리드 클럽의 멤버로서 활동하고 있다.

## 역대 선거 결과
| 선거명      | 직책명            | 대수 | 정당            | 득표율 | 득표수      | 결과 | 당락                 |
| ----------- | ----------------- | ---- | --------------- | ------ | ----------- | ---- | -------------------- |
| 1990년 선거 | 콜롬비아의 대통령 | 28대 | 콜롬비아 자유당 | 48.18% | 2,891,808표 | 1위  | 콜롬비아 대통령 당선 |